# Seznam švedskih astronavtov
Seznam švedskih astronavtov.

## F
- Christer Fuglesang (do danes edini)